# 豐前川崎站
豐前川崎站（日语：／ Buzen-Kawasaki eki */?）是位於福岡縣田川郡川崎町，九州旅客鐵道（JR九州）的日田彥山線車站。此站是川崎町的中心車站。為免與神奈川縣川崎市內的川崎站混淆，本站附有舊令制國「豐前」的前綴。
過往亦曾存在過上山田線，但於1988年9月時廢線。

## 車站構造

### 站房
建有一座以鋼筋及水泥的站房，為第二代站房。其外觀與鄰站西添田相近，都是採用中間部份為圓柱形、而兩側偏廳部份呈對稱的設計，而外觀亦採用較為現代化的設計，站房前方加上了座格般的外框。
車站入口位於中央位置，左側為站務室及售票窗口，現時由川畸町負責委託服務，亦同時於中央通道的左右側負責營運物產販賣。也因為此，導致發售近距離車票的售票機也被移至驗票口外的月台範圍。

### 月台
現時只有側式月台一座，列車不可以在此交匯，但在站房重建前，本站是擁有側式和島式月台、2面3線的配置，但隨着上山田線被廢線、日田彥山線的班次亦相對較為清閒，實在亦沒有太大需求要保留過多月台和路軌，2000年時因應車站周邊的道路進行改善工程，使車站範圍縮小，只留下前3號月台繼續使用，原來站房亦被拆去，並且在新用地上興建新站房。現時月台長度約為85米，有效長度為4輛。
列車進站時，往後藤寺方向為右側上落，往日田方向為左側上落。
| 路線        | 上下行 | 方向                              |
| ----------- | ------ | --------------------------------- |
| ■日田彥山線 | 上行   | 田川後藤寺、經■日豐本線往小倉方向 |
| ■日田彥山線 | 下行   | 添田方向                          |

## 歷史
- 1899年7月10日：豐州鐵道（日语：豊州鉄道）後藤寺至此站之間開通，川崎站（日语：／）啟用[1][2]。
- 1901年9月3日：被九州鐵道收購[3]。
- 1907年7月1日：九州鐵道被國有化[4]。
- 1945年5月1日：車站改名為豐前川崎站[1][2]。
- 1966年3月10日：上山田線延伸至此站[2]。
- 1987年4月1日：隨國鐵分割民營化，車站由九州旅客鐵道（JR九州）營運[5][6][7][8]。
- 1988年9月1日：上山田線全線廢止[1][2]。
- 2000年9月：現站房竣工，但改為列車不能交會[1]。

## 使用狀況
《福岡縣統計年鑑》及川崎町役場網頁均沒有本站的使用記錄。
而JR九州自2016年度起只公佈最多使用量的首300個車站，本站從未打入首300名的位置，但因為每日日均使用人數超過100人，所以可以在排行榜後的附錄頁中顯示。
| 年度 | 一日平均乘車人次 | 參考資料   |
| 2016 | >100             | [ 統計 1 ] |
| 2017 | >100             | [ 統計 2 ] |
| 2018 | >100             | [ 統計 3 ] |
| 2019 | >100             | [ 統計 4 ] |
| 2020 | >100             | [ 統計 5 ] |
| 2021 | >100             | [ 統計 6 ] |
| 2022 | >100             | [ 統計 7 ] |
| 2023 | >100             | [ 統計 8 ] |

## 相鄰車站
九州旅客鐵道（JR九州）
■日田彥山線
■快速（上行1班） 、■普通
池尻－豐前川崎－西添田

### 曾經存在的路線
九州旅客鐵道（JR九州）
上山田線
東川崎－豐前川崎

### 統計數據
1. ↑   (PDF). 九州旅客鉄道. 2017-07-31  [2017-08-01]. （原始内容 (PDF)存档于2017-08-01）.
2. ↑   (PDF). 九州旅客鉄道.   [2019-05-20]. （原始内容 (PDF)存档于2018-07-17）.
3. ↑   (PDF). 九州旅客鉄道.   [2019-07-27]. （原始内容存档 (PDF)于2019-07-12）.
4. ↑   (PDF). 九州旅客鉄道.   [2020-12-26]. （原始内容存档 (PDF)于2020-11-24）.
5. ↑   (PDF). 九州旅客鉄道.   [2021-09-15]. （原始内容存档 (PDF)于2022-02-27）.
6. ↑   (PDF). 九州旅客鉄道.   [2022-08-26]. （原始内容 (PDF)存档于2022-08-26） （日语）.
7. ↑   (PDF).   [2024-12-30]. （原始内容存档 (PDF)于2023-09-06）.
8. ↑  駅別乗車人員上位300駅（2023年度） （页面存档备份，存于），JR九州。

## 外部連結
- JR九州豐前川崎站（日語）